# Obelisk v Buenos Airesu
Obelisk v Buenos Airesu (špansko Obelisco de Buenos Aires) je nacionalni zgodovinski spomenik in ikona Buenos Airesa. Stoji na trgu Plaza de la República v križišču avenij Corrientes in 9 de Julio. Leta 1936 je bil postavljen v spomin na štiristoletnico prve ustanovitve mesta.

## Zgodovina
Gradnja se je začela 20. marca 1936, končala pa se je 23. maja istega leta. Zasnoval ga je arhitekt Alberto Prebisch (eden glavnih arhitektov argentinskega modernizma, ki je oblikoval tudi Teatro Gran Rex v Corrientesu in Suipachi) na zahtevo župana Mariana de Vedia y Mitre (imenoval ga je predsednik Agustín Pedro Justo). Za njegovo gradnjo, ki je stala 200.000 pesos moneda nacional, je bilo uporabljenih 680 kubičnih metrov betona in 1360 kvadratnih metrov belega kamna Olaen iz Córdobe.
Obelisk je zgradilo nemško podjetje G.E.O.P.E. - Siemens Bauunion - Grün & Bilfinger, ki je svoje delo končalo v rekordnem času v 31 dneh s 157 delavci. Za lažje strjevanje betona je bil uporabljen hitro strjevalni cement Incor, kar je omogočilo gradnjo v odsekih po 2 metra.
Njegova višina je 67,5 metra, od tega 63 metrov do začetka vrha, kjer meri 3,5 krat 3,5 metra. Konica je topa, meri 40 centimetrov  in se konča s strelovodom, ki ga zaradi višine ni mogoče videti; njegovi kabli potekajo po notranjosti obeliska.
Ima le en vhod (na njegovi zahodni strani), na njegovem vrhu pa so štiri okna, do katerih je mogoče priti le po stopnišču z 206 stopnicami s 7 prelomi vsakih 6–8 metrov.
20. februarja 1938 je Roberto María Ortiz nasledil Justoja na položaju predsednika in za novega župana mesta imenoval Artura Goyencheja. Junija 1939 je mestni svet z navedbo ekonomskih, estetskih in javnih razlogov zahteval rušenje Obelisca. Vendar je na odlok veto izdala občinska izvršna oblast, ki ga je označila za akt brez meritorne in pravne vsebine, ker spreminja stanje izvršilne oblasti in je spomenik v pristojnosti in skrbništvu države in je del njene dediščine.
Tam, kjer stoji Obelisk, je bila cerkev, posvečena sv. Nikolaju iz Barija in je bila porušena. V tej cerkvi je bila leta 1812 prvič uradno v Buenos Airesu izobešena argentinska zastava. To je zapisano v enem od napisov na severni strani spomenika.
V noči med 20. in 21. junija 1938, na dan ko je potekal javni dogodek s prisotnostjo predsednika Ortiza, so odpadle nekatere plošče kamnite obloge. Leta 1943 so se odločili, da bodo takšno oblogo odstranili in jo nadomestili z drugo iz poliranega betona, pri čemer so nastale razpoke, ki so simulirale spoje kamnov. Ko so plošče odstranili, pravi legenda, je bil odstranjena tudi napis, v katerem je pisalo: »Njegov arhitekt je bil Alberto Prebisch«.
Leta 1973 je bil okrašen kot božično drevo. Leta 1975 je bil med peronistično vlado Isabel Martínez de Perón okoli obeliska obešen obročast vrtljiv znak z geslom El silencio es salud ('Tišina je zdravje'). Čeprav naj bi bil namenjen avtomobilistom, ki ustvarjajo pretiran hrup, so ga široko razlagali kot izjavo, v kateri Argentince pozivajo, naj se vzdržijo izražanja svojih političnih stališč.
V svoji zgodovini je spomenik trpel vandalizem, zlasti politično usmerjeni grafiti. V 1980-ih je vanj vdrla aktivistična skupina in razlila barvo z zgornjih oken, zaradi česar je leta 1987 mestna vlada postavila ograjo okoli baze. Ta poteza je sprožila polemike, vendar se je sčasoma izkazala za učinkovito pri zmanjševanju števila nesreč.
1. novembra 2005 je bilo objavljeno , da je končana celovita obnova, ki jo financira argentinsko združenje slikarske in restavratorske industrije (Ceprara). Spomenik je bil prebarvan z 90-mikrometrsko akrilno barvo v odtenku pariškega kamna, ki se je zdel bolj prijeten kot prej uporabljena bela. V prenovi je bil turistom na voljo bungee jumping. Čeprav se v notranjost spomenika ne sme vstopiti, je vlada dovolila službeno stopnišče, s katerim se dostopa do bungee jumpa, če gre le 10 % izkupička za pomoč ogroženim otrokom in najstnikom.
1. decembra 2005 je bil obelisk za obeležitev svetovnega dneva boja proti aidsu pokrit z velikanskim rožnatim kondomom.
V spomin na 30. obletnico La Noche de los Lápices so spomenik preuredili v velikanski svinčnik.
Linije B, C in D podzemne železnice Buenos Aires imajo postaje blizu spomenika in so povezane s številnimi podzemnimi prehodi s komercialnimi galerijami.
Obelisco je gostil otvoritveno slovesnost poletnih mladinskih olimpijskih iger 2018.

## Napisi
| North side | West side | South side                                                                                       | East side |
| --- | --- | ------------------------------------------------------------------------------------------------ | --- |
| Severna stran | Zahodna stran | Južna stran                                                                                      | Vzhodna stran                                                                                                |
| Prevod: Na tej strani, v stolpu sv. Nikolaja, je bila 23. avgusta MDCCCXII prvič dvignjena v mestu državna zastava. | Prevod: Federalizacija Buenos Airesa, Zakon, ki ga je sprejel Državni kongres 20. septembra MDCCCLXXX na pobudo predsednika Nicolása Avellaneda; Ukaz predsednika Julia A. Roce 6. decembra MDCCCLXXX. | Prevod: Juan de Garay drugič ustanovi mesto 9. junija MDLXXX. — Pesem Baldomero Fernández Moreno | Prevod: Buenos Aires Republiki Ob 400-letnici ustanovitve mesta od Don Pedra de Mendoze. 2. februar MDXXXVI. |

## Posebne priložnosti
- Pokrit s kondomom 1. decembra 2005 za svetovni dan boja proti aidsu
- Praznovanje 150 let dvostranskih odnosov med Argentino in Nemčijo 21. septembra 2007
- Praznovanje dvestote obletnice Argentine 23. maja 2010
- Na božično noč 2010
- "Brez vrha", po posredovanju umetnika Leandra Erlicha, 25. septembra 2015
- Predstavitev olimpijskih obročev na otvoritveni slovesnosti poletnih mladinskih olimpijskih iger 2018